# Miconia wurdackii
Miconia wurdackii är en tvåhjärtbladig växtart som beskrevs av Antonio Lorenzo Uribe Uribe. Miconia wurdackii ingår i släktet Miconia och familjen Melastomataceae.
Artens utbredningsområde är Colombia. Inga underarter finns listade i Catalogue of Life.